# Fondazione SURGIR
La Fondazione SURGIR, fondata a Losanna, nel 2001, ad opera di Jacqueline Thibault, è impegnata a livello mondiale nella lotta contro la violenza sulle donne.

## Obiettivi
La Fondazione opera in Medio Oriente e in Asia, con programmi di prevenzione e formazione sul territorio e reti di assistenza (per prestare soccorso a donne in pericolo). Nel suo quadro d'azione, la fondazione SURGIR è impegnata, in particolare, nella lotta contro le molteplici forme di violenza:
- Matrimonio forzato (primo studio sulla loro prevalenza in Svizzera, pubblicato nel 2006).
- Ragazze acidificate in India, morti a causa della dote.
- Delitto d'onore nel mondo (manuale pubblicato nel 2011).

Delitti d'onore, definiti anche delitti “commessi in nome dell'onore” o delitti “cosiddetti d'onore”, rappresentano la forma più estrema di violenza legata al concetto di onore. La fondazione SURGIR denuncia questi crimini e si mobilita per:
1. Informare allo scopo di abbattere l'accettazione sociale dei delitti d'onore all'interno delle comunità interessate.
2. Agire con campagne di sensibilizzazione e prevenzione della violenza di genere e progetti di aiuto diretto in Giordania, Palestina, Israele, India e Svizzera.
3. Intervenire per mettere in salvo e trasferire in Europa donne, minacciate di morte nei loro paesi, quando l'aiuto diretto non è possibile a livello locale.
4. Fornire sostegno alle donne, accolte in Svizzera e in Europa, finché non saranno in grado di essere autonome.
5. Mettere in allarme le autorità svizzere ed europee sull'estensione di questo fenomeno in Europa.

## Organizzazione
Fondazione SURGIR di diritto svizzero, è accreditata dal 2005 con status consultivo speciale presso il Consiglio Economico e Sociale delle Nazioni Unite di New York, Ginevra e Vienna. Impegnata al fianco dell'Organizzazione delle Nazioni Unite ONU, è membro dal 2008 della Conferenza delle Organizzazioni Non Governative delle Nazioni Unite (CONGO).
La Fondazione è riconosciuta come esperto al Consiglio d'Europa presso l'Assemblea parlamentare per il diritto delle donne di vivere libere dalla violenza. La Fondazione SURGIR è anche membro della FEDEVACO (Federazione Vodese di Cooperazione), in Svizzera.

## Premi e distinzioni
Premio dei Diritti Umani della Repubblica Francese: il 16 novembre del 2006, la Fondazione SURGIR ha ricevuto una menzione speciale dalla Commissione dei diritti dell'uomo della Francia come riconoscimento per il suo impegno nella lotta a favore della formazione sociale e civica delle donne.
La fondatrice e presidente, Jacqueline Thibault, è stata nominata cavaliere della Legion d'Onore nel dicembre del 2009 e, nel dicembre del 2010, ha ricevuto, per mano del Presidente Nicolas Sarkozy, la medaglia per l'azione svolta dalla Fondazione e per la sua lotta contro le violenze di cui sono vittime le donne.